# ريشيت

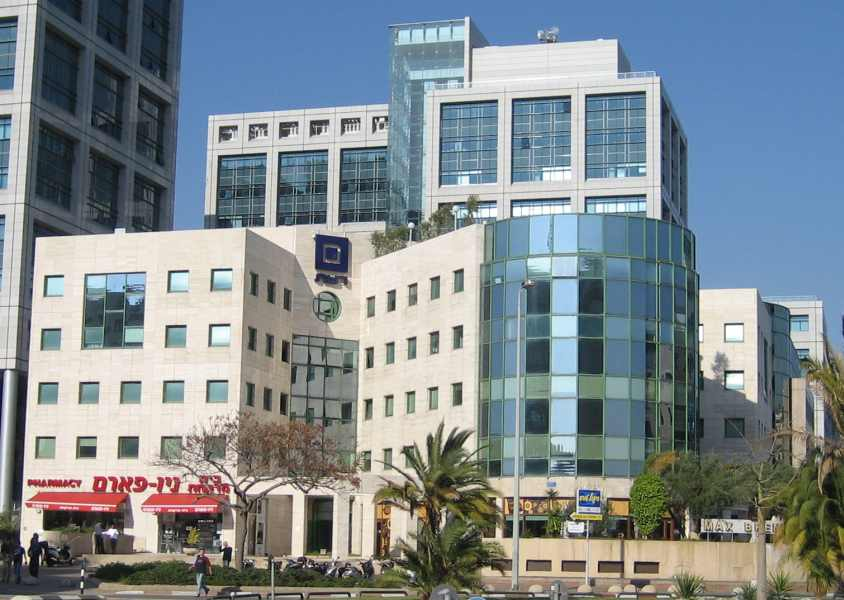
مبنى استوديو ريشيت في تل أبيب

 ريشيت (بالعبرية: רשת‏)، هي شركة إنتاج وبث تلفزيوني إسرائيلية. كانت إحدى الشركات صاحبتي الامتياز اللذان يديران القناة التلفزيونية التجارية الإسرائيلية، القناة الثانية من 1993 إلى 2017، ويدير القناة 13 إلى جانب مجموعة RGE الإعلامية في الوقت الحالي. تعتبر قناة ريشيت من أنجح القنوات التلفزيونية في إسرائيل. [بحاجة لمصدر]

## روابط خارجية
- الموقع الرسمي